# Trinité (île)
Pour les articles homonymes, voir Trinité.
La Trinité, ou Trinidad, est une île du sud-est des Antilles, à proximité du Venezuela. Avec l'île voisine de Tobago, elle forme la république de Trinité-et-Tobago. Plus grande île du pays, elle comporte aussi la capitale nationale, Port-d'Espagne. D’une superficie de 4 748 km2, elle se situe à 15 km au nord-est de la punta Sabaneta (es), au Venezuela.
Espagnole depuis sa découverte lors du 3e voyage de Christophe Colomb jusqu'à 1797 (elle formait une province à part entière) elle est envahie (es) par un escadron britannique commandé par Henry Harvey qui en fait une colonie britannique. La perte de l'île est reconnue à travers le traité d'Amiens en 1802.

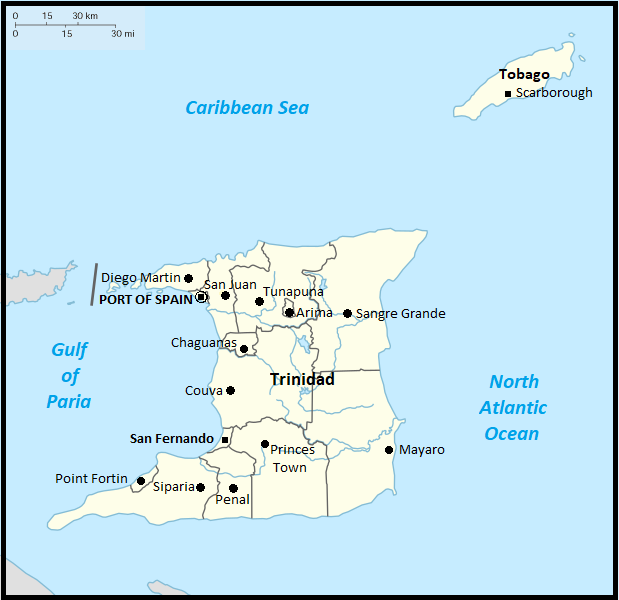
Carte de l'île de Trinidad.